# 阿貝爾1835 IR1916
阿貝爾1835 IR1916星系（Abell 1835 IR1916）是人类在2004年3月份发现的，是目前观测到的距地球最遥远的一個星系之一。該星系由歐洲南方天文台的法国和瑞士天文学家，包括Roser Pelló、Johan Richard、Jean-François Le Borgne、Daniel Schaerer和Jean-Paul Kneib發現，他們利用甚大望远镜的紅外線光學儀器去偵測銀河系，而其他天文台則負責處理拍攝得來的影像。歐洲南方天文台與瑞士国家科学基金会、法國國家科學研究中心，以及《天文與天體物理學報》在2004年3月1日联合发布了关于这项天文学发现的新闻稿。一般相信所拍得的星系比Abell 2218還要遙遠。
J波段观察分析显示这個星系的红移量為z~10.0，也就是说，根據大爆炸理論，這星系已有132億年的歷史，僅於大爆炸後5億年後誕生，與宇宙中首批形成的星群非常接近。

## 相关资料与外部链接
- "Astronomy & Astrophysics" (A&A, volume 416, page L35; "ISAAC/VLT observations of a lensed galaxy at z=10.0" （页面存档备份，存于） by Roser Pelló, Daniel Schaerer, Johan Richard, Jean-François Le Borgne, and Jean-Paul Kneib)
- "Astronomy & Astrophysics" (A&A, volume 428 page L29-L32; Reanalysis of the spectrum of the z = 10 galaxy （页面存档备份，存于） by Weatherley, S. J.; Warren, S. J.; Babbedge, T. S. R.
- "Astroph" (astroph,0407194;

Response to "Reanalysis of the spectrum of the z=10 galaxy （页面存档备份，存于） by Roser Pelló; Johan Richard; Daniel Schaerer; Jean-François Le Borgne
- "The Astrophysical Journal" (ApJ, Volume 615, Issue 1, pp. L1-L4; Gemini H-Band Imaging of the Field of a z = 10 Candidate （页面存档备份，存于） by Bremer, M. N.; Jensen, Joseph B.; Lehnert, M. D.; Schreiber, N. M. Förster; Douglas, Laura)